# Starry☆Sky
『Starry☆Sky』（スターリースカイ）は、honeybeeが企画するドラマCD、乙女ゲームなどからなる女性向けメディアミックス作品シリーズ。略称は「スタスカ」。
天文に関する知識を教える『星月学園』（せいげつがくえん）を舞台に、唯一の女子生徒が主人公となり、十二星座占いの特徴を持つ男性キャラクター達との恋愛を描く作品である。原画とキャラクターデザインはカズアキが、SDイラストはゑむが担当している。

## 星月学園とは
新潟県の、星がきれいに見える小高い丘の上に立つ、全寮制の高校。星座科・天文科・神話科・西洋占星術科・宇宙科・星詠み科という6つの学科に分かれ、天文や宇宙に関する知識を教育している。科によって学べる専門分野が異なるため、科ごとに定められるカリキュラムにも大きな違いが見られる。一例として宇宙科は宇宙飛行士を目指す者や宇宙工学を学ぶ者が多く集まっていて、各種訓練に差し支えないよう月に1度は健康診断がある、毎日のロードワークが義務付けられているなどカリキュラムも特に厳しい。また、6学科の中でも星詠み科は特殊で、生まれつき「星詠み」の力がないと入学できない。
年間行事は多く、5月の連休に、学年ごとにオリエンテーションキャンプを行い、科を越えて親睦を深める。体育祭は6月に行われ、競技の一つである部活対抗の二人三脚リレーで優勝すれば、生徒会がかなえられる範囲で何か一つ願い事をすることが出来る。また、秋に行われる学園祭は外部にも公開され、各クラスごとに喫茶店や映画館などの出し物をする。この時、中庭には生徒会による電飾「スターロード」が設置され、そこを好きな人と歩くと結ばれるというジンクスがある。卒業式後には生徒会主催のパーティが催される。各季節で、クラスごとに星見会と称した天体観察会も行われる。
専門科目の授業が難しいため課題などに追われ、部活動にはあまり熱心でない生徒が多いが、主人公の所属する弓道部は「インターハイ優勝」を目標に掲げるなど、かなり熱が入っている。
各種設備も充実しており、食堂や購買のほか、屋上庭園や天文台、プラネタリウムなどもある。主人公の属する天文科では天体観測が課題となることもあり、その際よく屋上庭園が利用される。図書館は大きく、光を取り込むため壁の多くがガラス張りになっている。また、生徒の寮には十二星座の名が付けられており、自分の星座の寮に部屋を割り振られる（土萌羊 → 山羊座寮、七海哉太 → 魚座寮など）。なお、へびつかい座は射手座寮に割り振られている。
もともとは男子校で、近年になって新しい視野の開拓と目して女子生徒も受け入れるようになったが、1番近い街からバスで1時間という立地と専門的すぎるカリキュラムが災いして、これまで入学してきたのは主人公1人だった。

## 登場人物
声は担当声優。演は舞台版の担当俳優。

### メインキャラクター
夜久 月子（やひさ つきこ）
声 - 折笠富美子（アニメ版） / 演 - 竹井未来望
主人公（名前変更可能）。学園唯一の女子生徒。天文科2年生。身長は1年時の梓と同程度。天然で無防備なところがあり、恋愛には疎く鈍感。しかし何に対しても全力投球する努力家で、自分が苦しい状態でも周囲を思いやれる優しさを持つ。それが祟って周囲を心配させたくないと無理をしては、幼馴染や部活仲間に叱られる。泣き虫な一面もあり、感極まっては涙をこぼす。また、頼まれごとは断れないタイプ。部活は弓道部で、入学と同時に始めたが、その射形はどこか人を惹き付ける。生徒会書記（一樹卒業後は副会長）。2年からはクラスの保健係を掛け持ちし、校内を駆け回る。
好物は甘い玉子焼きとタコさんウィンナー。ピーマンが苦手。学園祭で先生達に着せるコスプレ衣装を作るなど手芸は得意だが、幼馴染の錫也が料理上手なためか料理は苦手で、彼女が淹れるお茶は『in Autumn』、『in Winter』のメンバー（特に琥太郎と一樹）に「不味い」と評される（コーヒーは大丈夫）。なお、暗闇や雷も苦手で怯えてすくんでしまうが、天体観測時など、星や月の明かりがある時は平気。
学園には現在男子寮しかないため、職員寮に部屋をもらっている模様。健康診断は1人だけ土曜に行っている。
土萌 羊（ともえ よう）/ Henri Samuel Jean Aimée（アンリ・サミュエル・ジャン・エーメ）
声 - 緑川光、甲斐田ゆき（幼少期（アニメ版）） / 演 - 糸川耀士郎（初演）、坪倉康晴（SEASON 2）
天文科2年生。フランス人と日本人のハーフで、中性的な容姿。口元にほくろがある。父親譲りのアホ毛は感情に合わせて動くことも。時々「Oui.」「Non.」などフランス語を交えて話す。幼い頃に外見が原因のいじめから主人公に助けられており、その際帰国するまで友人となってくれた主人公と再会するため、1年生の終わる3月に、期間限定で星月学園に編入した。食べることが好きで、好物はチョコレートとタルト・タタン、編入後は錫也のご飯（特におにぎり）も。
いじめられていた過去を持つため、長い間他人との間に壁を作っており、素直な物言いは少なめだが、主人公の橋渡しで錫也、哉太という親友を得てからは、少し態度が柔らかくなった。ケンカでは哉太と対等に渡り合える他、体調を崩して倒れこんだ哉太をあっさり担ぎ上げるなど、見かけによらず力が強い。普段、父からは「アンリ」、母からは「羊」と呼ばれる。
6月ごろまで日本にいられる予定だったが、5月半ばにアメリカで父の研究論文が認められたため、5月の終わりに一旦帰国した後渡米し、両親の研究を手伝うことに。その後を描いた『After Spring』では、その年の学園祭で行われることになった研究発表会のための協力者として同僚と共に学園を訪れ、天文科の研究を担当する。その後はアメリカで父が参加する研究チームに最年少でメンバー入りし、マスコミにアイドル扱いされる羽目に。
身長：175cm。体重：58kg。血液型：O型。誕生日：1月12日。山羊座。
天羽 翼（あまは つばさ）
声 - 鈴村健一 / 演 - 桜庭大翔
宇宙科1年生。生徒会会計だが、生徒会費を趣味の発明に使う研究費に充てようとするダメ会計（主人公や颯斗の卒業後は、会長職を引き継いでいる）。何故か生徒会室に専用ラボがあるが、実験中や発明品の暴走でよく爆発事故を起こす（物によっては、特に意味もなく自爆機能をつけてあったりもする）。頭はよく、『in Summer』の時点で宇宙科1年の首席らしい。今は亡き祖父・英空は元星月学園宇宙科の教師であり、翼は彼の影響で宇宙や発明に興味を持った。
寝息が「ぬ〜」だったり、祖父譲りの「ぬはは」という特徴的な笑い方をするため、羊や四季には「ぬの人」と呼ばれることがある。主人公のことは役職で呼ぶが、一樹に「ぬいぬい」、颯斗に「そらそら」など、周囲の人間に奇妙なあだ名をつける。また、生徒会活動中を中心に、了解したという返事をする際「アイアイサー」と一樹の苗字をもじって「ぬいぬいさー」と言うことが多い（これは颯斗にも伝染しているのか、ユニゾンすることがある）。
卒業後は宇宙工学を学ぶため、梓とともにアメリカに留学。
身長：185cm。体重：61kg。血液型：AB型。誕生日：2月3日。水瓶座。
七海 哉太（ななみ かなた）
声 - 杉田智和、平田真菜（幼少期（アニメ版）） / 演 - 田中尚輝
天文科2年生。主人公と錫也の幼馴染。短気で喧嘩っ早く、なかなか素直になれない。泣き虫な一面も持ち、時々ロマンチストなところを覗かせる。最初は3人の中に割り込んできた形になった羊のことを敵視していたが、次第に打ち解け、顔をあわせる度に賑やかな口ゲンカを展開するケンカ友達となった。
幼い頃近所にいた一樹に教わったためもありケンカは強いが、心臓に難病を抱えており、体力の限界が3分。身体が弱いことをコンプレックスに感じていて、ケンカはストレス発散のための手段でもあるが、病気のことを知る幼馴染2人にとっては心配の種。幼い頃から入退院を繰り返しており、現在も定期的に検査が必要。なお、ケンカ後の傷の手当ては看護士が自分に施すものを見よう見まねで覚えたが、包帯を巻くのは上手い。
よくデジカメを持ち歩いており、天体や風景を中心に撮影している。しかし、主人公を撮ったものも多いらしい。
『After Spring』では、3年に進級後体調を崩す日が増え、夏休みに受けた検査の結果、病状の悪化が発覚。手術を受ければ完治すると言われるが「成功率50%」のため拒否。全てを隠して2学期からも主人公の傍にいたが、主人公の目の前で倒れたことをきっかけに口止めを頼んだ錫也が主人公に事情をバラす。それを受けた主人公に説得され、手術を決意し11月に入院、月の終わりに手術を受けたことで病気は完治した。
卒業後は、若くして他界した父の仕事である天体写真家を目指して写真の専門学校へ進学後、父の師匠に弟子入りして世界を回っている。
身長：175cm。体重：55kg。血液型：B型。誕生日：3月18日。魚座。
不知火 一樹（しらぬい かずき）
声 - 中村悠一、渡辺明乃（幼少期（アニメ版）） / 演 - 杉江優篤
星詠み科3年生。ある事情から1年留年している19歳。生徒会会長。度々強引なやり方を採るが、カリスマ性が高いため、周囲から不満の声は上がらない。彼が会長になるまでは役員のなり手がいなかったため、主人公や颯斗が入学するまでただ1人の生徒会役員だった。
幼い頃に両親を事故で失い、おじに引き取られたため、現在の実家は主人公の実家から程近い不知火神社であり、小学生時代の哉太にケンカを教え、主人公とも関わっている。しかし、主人公がある事件に巻き込まれた際に助けられなかったことを悔いて、主人公を諭して彼女の記憶から自分の存在を消し、以来学園で再会するまで会わずにいた。主人公を生徒会に引き込んだのは、学園の紅一点である彼女を生徒会役員という立場に置くことで、校内では会長である自分の庇護下にあると周囲に知らしめるため。
懐が深く、度々父親のような態度を取ることから、翼や四季には度々「オヤジ」と呼ばれ、その度に「誰がオヤジだ!」と怒り気味で応じるが、それすらも楽しんでいる節がある。学園でも特殊な「星詠み科」に籍を置いているだけあって、時折、「近い未来、周囲の人間に起こること」をぼんやりと垣間見ることがある（両親が事故に遭うこともこの力で知った）。
卒業後は主人公や誉とは違う大学へ進学し、弁護士を目指して法律を学ぶ傍ら、時間を見つけては海外を放浪している。
身長：178cm。体重：62kg。血液型：O型。誕生日：4月19日。牡羊座。
金久保 誉（かなくぼ ほまれ）
声 - 保志総一朗 / 演 - 阿瀬川健太
西洋占星術科3年生。弓道部部長。他の3年生部員が早々に引退したため、唯一の3年生部員である。一樹と仲がよい。茶道の家元の息子で、生徒会室の一角に茶室があるのは彼のため。龍之介との対比で「仏の金久保部長」と呼ばれるほど普段は温和で、ちょっとした騒ぎになっても大抵は成り行きを見守っているが、締めるところはきちんと締める、責任感が強い頼れる部長である。しかし、その穏やかな微笑にはぐらかされて冗談なのか本気なのか区別がつかない発言も多い。普段は温和だが怒る時はきっちり怒るという一面はクラスメイトにも知られており、本気で怒った際は「金久保様が発動した!」と瞬時に大人しくなる。
人望と実力があるため部員に慕われているが、プレッシャーに弱く、すぐに胃を痛めてしまうため胃薬を常備している。プレッシャーに弱いことを理由に弓道から逃げ出そうとしたこともあったが、親友である一樹や桜士郎に「俺たちのために弓を引け」と励まされ、立ち直ったらしい。卒業を前に、「茶道を取るか占星術を取るか」で一人悩んでいたが、「一つに絞る必要はない」という主人公の言葉で吹っ切れ、占星術は趣味として続けていくことを選んだ。
双子の姉の他、年の離れたブラコン気味な妹（こちらも双子）がいるためか面倒見の良い一面もあり、常に周囲の人間に気を配っていて、弓道部員の食べ物の好みはだいたい把握しており、自分の練習をそっちのけにして部員を指導したりもする。特に学園の紅一点である主人公に対しては、何かと理由をつけて頭を撫でるなど兄のように接することも。他の部員や家族に主人公を取られたと感じた時など、稀に子供っぽい一面を覗かせる。
「味には自信がない」と自称しつつも、時間がある時は、体調管理のために自分で栄養バランスを考えたお弁当を作っている。妹達が彼の料理をねだったことも料理を始めるきっかけであり、玉子焼きなど子供の好みそうなものを得意とする。
卒業後は大学へ進学し、『After Summer』にて、弓道部夏休み合宿中の引率兼指導者として登場。後輩達には「インターハイ優勝に導いた伝説の先輩」として知られている。また、主人公ら2年生組の卒業後は実家の跡を継ぐべく茶道の修行をしながら、主人公や錫也が通う大学の茶道部に講師として顔を出す。なお、放浪中は一切連絡のつかない一樹に呆れているが、もう諦めている。
身長：185cm。体重：64kg。血液型：O型。誕生日：5月14日。牡牛座。
水嶋 郁（みずしま いく）
声 - 遊佐浩二、安田美和（幼少期（アニメ版）） / 演 - 丸山ナオ
秋にやってきた教育実習生で星月学園OB。21歳。つかみ所のない性格だが人当たりはよく、誰とでも仲良くなれる（ただし、直獅は「ひねくれている」、琥太郎は「不器用」と評する）。琥春や琥太郎は昔馴染みで琥太郎を「琥太にぃ」と呼ぶ。保健室でよくサボっている。かつて猫を飼っていたことがあるため、子猫の扱いにも慣れており、裏庭にいる猫に「みー助」と名前をつけて可愛がっている。
過去の経験から「人は皆誰かを利用して生きている」と思っており、自分に向けられる純粋な優しさや思いやりを信じられずにいた。興味を持った女性には口説くような言葉で声をかけたり、わざとからかったりするが、男子生徒には興味がない。また、容姿ゆえに黙っていても女性の方から寄ってくることが多く、「恋愛は暇をつぶすためのゲーム」で「好きになった方が負け」だから、自分は必ず「勝者」だと思っている。そのため、一時付き合っては「幻滅した」と手ひどく振ることを繰り返していた。しかし、人を傷つけるたび自分も傷つく繊細な一面を持っており、恋愛ゲームを持ちかけ、最後には傷つけて別れることになった主人公とのことを後悔し、その後少し精神的に成長している。
難病を抱えた双子の姉を17歳の頃に亡くしていて、生前の彼女の影響で教師に興味を持つようになった。実習先に母校を選んだのは琥太郎に誘われたため。また、姉ほどではないが郁自身も身体が弱く、高校時代に歌っていたバンドでは過密スケジュールなどが災いして喉を壊し、歌えなくなったため解散したらしい。
実習期間を終えて大学を無事卒業した後、星月学園に教師として戻り、天文科1年を担任する他、天文部の顧問も務める。『After Autumn』郁ルートでは実習に来た主人公の担当教官となる。
身長：187cm。体重：67kg。血液型：B型。誕生日：6月9日。双子座。
東月 錫也（とうづき すずや）
声 - 小野大輔、大久保藍子（幼少期（アニメ版）） / 演 - 國島直希
天文科2年生。主人公と哉太の幼馴染。料理が得意で、クッキーやケーキといったお菓子も作れる。裁縫や手芸も得意。幼い頃から幼馴染2人の世話を焼く「オカン」で、子供らしくない子供だったらしい。羊が編入してからは彼の世話も焼く。世話焼きなのは自覚していて、「オカン」扱いされ時には鬱陶しがられても、3人の世話を焼くことを楽しんでいる。
主人公を妹のように思っていて、彼女に何かあると普段の穏やかな態度が嘘のように取り乱すことも。時折やきもち焼きな一面も見せる。やや腹黒い策略家でもあり、黒い笑みを見せる時は哉太ですら「怖ぇ～」と呟く。ケンカはそこそこ出来るが、主人公絡みでのそういった実力行使は基本的に哉太に任せている節がある。
食堂のおばさん達とも仲がよく、レシピの教えあいをしたり、調理場を借り、食材を分けてもらって主人公達のために料理を作ることもある。彼の作る料理は基本的に幼馴染2人の好みに沿ったものだが、おにぎりはロシアンルーレットのように珍妙な具を入れてあったりする。なお、料理上手はクラスメイトに知られており、学園祭で喫茶店をする時は厨房の主要メンバーとして大活躍する。
卒業後は天文台に勤める公務員を目指して、主人公・龍之介と同じ国立大学へ進学。『After Spring』では、進学と同時に主人公と共に1人暮らしを始め（アパートの部屋は主人公の隣）、その後アルバイトも開始。選択科目などで知り合った女子にモテている。
身長：179cm。体重：59kg。血液型：A型。誕生日：7月1日。蟹座。
陽日 直獅（はるき なおし）
声 - 岸尾だいすけ / 演 - 輝山立
天文科2年生の担任。24歳。弓道部顧問だが、他の仕事に忙殺され、部活の監督は誉と龍之介に任せきり。背が低いことを気にしている。猪突猛進型で、生徒のことを第一に考えるが空回りしてしまうことも。意外と感動屋で、生徒以上にイベントに燃えるため、時々「どちらが教師でどちらが生徒なのか分からない」と言われるが、悩みを抱える生徒の相談に応じるなど、生徒の一人一人をよく見ている。そのためクラスの結束は強い。
自分より後に着任した琥太郎のよき理解者であり、琥太郎の代わりにパソコンでの作業をやっているうちにパソコンに少々詳しくなってしまった。「星見酒」などと称して、琥太郎や郁を巻き込んだ酒盛りをよくやっているが、酔うと絡み酒になりがち。
高校時代は勉強以外に興味がなく、校内行事そっちのけでひたすら勉強に打ち込んでいたが、そんな直獅をクラスの輪へ引き込んだ親友の存在がきっかけで内面に変化が起こる。しかし、傍目には苦しい恋をしていた親友がある事情から交通事故で意識不明の重体になってからは、恋愛に関して否定的な一面に拍車がかかってしまった。
担任している生徒からは親しみを込めて「直ちゃん先生」と呼ばれ、黒板消しなどを使ったトラップでよく遊ばれており、毎日のように昼食を奪われている。また、休み時間に行われるサッカーにもよく呼ばれて参加している。
主人公らの卒業後も星月学園で教師を続けている。『After Autumn』直獅ルートでは教育実習に来た主人公の担当教官、郁ルートでは同じく柿野の担当教官となる。
身長：164cm。体重：53kg。血液型：O型。誕生日：8月11日。獅子座。
青空 颯斗（あおぞら はやと）
声 - 平川大輔 / 演 - 高本学（初演）、二平壮悟（SEASON 2）
神話科2年生。生徒会副会長で、暴走しがちな一樹と翼のストッパー役。温和な物腰が特徴だが、怒ると怖い。幼い頃から周囲の望む振舞いをするよう気を遣っていたためか、自分の思いをあまり口に出さず、「本当の自分の思い」がどれなのか、長い間分からなくなっていた。紅茶類に詳しい。校内では「生徒会の裏の実力者」「次期生徒会長候補」と噂されており、一樹の卒業が決まってからは実際に会長職を引き継いだ。
音楽一家に生まれ、幼い頃からピアノを習っていたが、兄や姉と比べてぱっとしない自分の技量にコンプレックスを感じている。
卒業後は音楽を学び直すためオーストリアのウィーンへ留学し、ピアニストを目指す。
身長：182cm。体重：60kg。血液型：A型。誕生日：9月15日。乙女座。
星月 琥太郎（ほしづき こたろう）
声 - 石田彰 / 演 - 青木一馬
保健医。26歳。郁の昔馴染みで理事長の弟。何にも囚われない自由な性格で、腕はいいのだがあまり仕事熱心とは言えず、何かと理由をつけて保健室のベッドで寝ているか行方をくらませていることが多い。保健室は彼の私物が散らかっているため、定期的に主人公が片付けている。何も考えておらず、気だるげに日々を送っているように見えて、保健室での日常を大切にしている。努力しているところを人に見せたがらず、彼が見せる優しさは分かりにくい。毎回主人公にお茶を要求し、「不味い」を連発しながらも飲み干すなど言葉とは裏腹に気に入っている模様。自分のことは後回しにしてしまう癖もあり、過労が原因で熱を出して倒れたこともある。
パソコンの扱いが苦手で、大抵は直獅に丸投げしている。着任当初はほとんど笑わず、それを見かねた直獅が積極的に絡みに行っていた模様。酒には弱く、1滴でも飲むとすぐに寝てしまう。また、幼い頃から姉には逆らえないが、郁の姉が関わる過去の出来事から恋愛や結婚に対して消極的で「自分は誰かを幸せにする資格はない」と思っており、度々持ち込まれるお見合い話だけは断り続けている。
『in Autumn』の11月に保健医と兼務する形で姉の後を継いで理事長となるが、保健医の方を優先している。
身長：177cm。体重：58kg。血液型：AB型。誕生日：10月13日。天秤座。
宮地 龍之介（みやじ りゅうのすけ）
声 - 神谷浩史 / 演 - 古谷大和
星座科2年生。弓道部副部長（誉の引退後は部長）。話下手なため口数が少なく、仏頂面であることが多い。口癖は「む……」で、やや古風な言葉を選ぶ癖がある。努力型の実力者で部活には真摯に取り組み、部内で3バカトリオを中心とした騒ぎが起こると誉より先に怒鳴りつけ、部をまとめる。その姿勢から誉との対比で「鬼の副部長」と呼ばれていて、写真撮影の時「うちの副部長は〜？」「おに〜！」とやるのがお約束。彼の一睨み&説教で大人しくならなかったのは梓くらいである。自分の感情には素直で、融通が利かない。反面やや天然な所もあり、突拍子のない発言をすることも。好物はケーキやパフェなどクリーム系の甘い物で、新作チェックは欠かさず、特に「うまい堂」という店の商品を好む。また、食堂でもデザートを大量に頼んでいる姿が見られる。弱点は炭酸飲料で、飲むと寝てしまう。
卒業後は主人公・錫也と同じ国立大学へ進学し、弓道も続けている。『After Summer』にて、大学3年の時にプラネタリウムクリエイターに進路を定めてからは、神話に詳しい颯斗に相談したりしながら努力を重ね、その夢を実らせる。
身長：178cm。体重：60kg。血液型：A型。誕生日：11月3日。蠍座。
木ノ瀬 梓（きのせ あずさ）
声 - 福山潤 / 演 - 橘りょう
宇宙科1年生。弓道部のルーキー（主人公らの引退後は副部長）。弓道四段の腕前（主人公や龍之介は三段保持者）。常に自信に溢れた態度を崩さないが、それに見合う実力は持つ。興味を持った様々なものに手を出すが、妙に要領がいいので何をやらせても習得が早く、すぐにそこそこのレベルに達してしまう天才肌で、仲間内での妬みによる悪口の対象にされることが多い。中学時代の2年ほど弓道をやっていたが、この時は自分の道具を揃えるなど長く続いた方らしい。そのため、インターハイ前の戦力増強を目的にした直獅にしつこく勧誘され、しぶしぶ部活見学に来たが、主人公の射形を見て入部を決める。しかし、受験前の入学説明会に来た時に弓道場に迷い込み、彼女と出会っていたことを長い間忘れていた。
何か一つに囚われることを嫌うため物事に対する執着心が薄く、インターハイ直前になって、中学時代から「木ノ瀬といえば弓道」という図式が出来上がってしまっていることや、主人公らのように弓道に真っ直ぐな情熱を傾けることが出来ないでいることに悩み、スランプに陥った。翼の母方のいとこで、幼い頃から付き合ってきたため彼の扱いに慣れているほか、彼の前でだけは素直な態度を見せる。
2年に進級した頃から身長が伸び始め、『After Summer』の同窓会時には犬飼と同程度になっている。
卒業後は、「自分の興味を満たせるのは宇宙以外にない」と思い、宇宙飛行士を目指すため、翼とともにアメリカへ留学。『After Summer』にて、最年少で宇宙飛行士に選ばれる。
身長：166cm。体重：51kg。血液型：AB型。誕生日：12月20日。射手座。
神楽坂 四季（かぐらざか しき）
声 - 宮野真守 / 演 - 榊原徹士
星詠み科2年生。特待生。感情表現が苦手で、独特の間を取って訥々と話す。ひどくマイペースな性格だが、一度決めたことは貫く意志の強さを持つ。また正義感が強く、善悪の基準も厳しい。よく寝ている姿が目撃されており、裏庭の桜の木の下がお気に入りの寝場所。
卒業後はアメリカで天文学者になった。同じくアメリカにいる羊や梓、翼と度々顔をあわせている。
身長：180cm。体重：59kg。血液型：O型。誕生日：12月5日。蛇遣座。

### サブキャラクター

#### 星月学園関係者
犬飼 隆文（いぬかい たかふみ）
声 - 吉野裕行 / 演 - 佐藤和斗
神話科2年生。弓道部。「3バカトリオ」の1人。部内のムードメーカー。「鬼の副部長」龍之介に対しても気兼ねなく接する。誉引退後は副部長として龍之介をサポート。主人公のことは龍之介と同等の友人として扱っており、彼女のことを気にかけているのがややふざけた言動の合間から見え隠れする。
『After Summer』ではインターハイ前の合宿中にスランプに陥り、白鳥らに八つ当たりしてしまうが、龍之介の策で復活。また、卒業後は主人公や龍之介、錫也と同じ大学へ進学し、再び弓道部に入部。
身長：176cm。誕生日：9月30日。天秤座。
白鳥 弥彦（しらとり やひこ）
声 - 近藤隆 / 演 - 高橋凌
星座科2年生。弓道部。「3バカトリオ」の1人。感動屋でよく泣く。ノリやすい性格で、犬飼とともにはしゃぎすぎて龍之介に怒られることも。1年生の頃に、主人公に会いたいがため途中入部した。以降、主人公に片想いしている節がある。
ひどい怖がりらしく、『After Summer』で行われた肝試しではお化け役の主人公や後輩を驚かせるほどの悲鳴を発して逃走した。彼もまた主人公や龍之介、錫也と同じ大学へ進学し、再び弓道部に入部する。
身長：182cm。誕生日：2月14日。水瓶座。
小熊 伸也（こぐま しんや）
声 - 堀江一眞（PC版『in Summer』のみ）、代永翼（PSP版、アニメ版以降） / 演 - 瑞野史人
天文科1年生。弓道部。「3バカトリオ」の1人。3人の中では一番冷静で落ち着いた性格だが、自己主張が弱いため先輩2人によく弄られており、一緒に怒られがち。弓道がなかなか上達しないことに不安を感じており、梓の入部後は一時自信をなくしていた。ややお転婆だった妹がおり、幼い頃の怪我の手当ては彼の役目だったという。実はクォーター。
『After Summer』では3人の後輩が出来、インターハイ団体戦メンバーに入るほど実力も伸びて、先輩らしくなった。また、部員をまとめ、導く素質を認められ、インターハイ後は龍之介から部長を引き継ぐ。卒業後は主人公や弓道部員の多くと同じ国立大学に進学。また、主人公ら2年生組の卒業後に白鳥と同じくらいまで身長が伸びており、高校生の終わり頃から副業としてモデルのアルバイトを始めた。
身長：168cm。誕生日：1月16日。山羊座。
粟田 謙介（あわた けんすけ）
声 - 寺島拓篤 / 演 - 綾切拓也（SEASON 2から出演）
天文科2年生。サッカー部。やんちゃな性格で、梨本とともに率先して直獅へのいたずらを考える。入学当初の一件から、主人公のことは「クラスメイトの一人」という認識が先にくるため、唯一の女子生徒であることを忘れがち。5人のムードメーカー。
誕生日：7月16日。蟹座。
なお、彼を含めたクラスメイト5人はPSP版『in Autumn』で立ち絵が追加された。また、『After Autumn』にて5人揃って主人公や錫也と同じ大学へ進学していることが判明し、直獅ルートでは主人公、梨本とともに教育実習生として母校へ戻ってくる。
梨本 拓矢（なしもと たくや）
声 - 杉山紀彰 / 演 - 佐川大樹（SEASON 2から出演）
天文科2年生。サッカー部。大雑把な性格で、5人のリーダー格。
誕生日：2月8日。水瓶座。
柿野 眞古都（かきの まこと）
声 - 成瀬誠 / 演 - 輝海（SEASON 2から出演）
天文科2年生。部活は無所属。おちゃらけな性格で、調子に乗って何でも便乗する。しかし、怖がりでお化けや怪談話が苦手。『After Autumn』郁ルートでは主人公、柑子と共に教育実習生として母校へ。
誕生日：11月11日。蠍座。
柑子 修吾（こうじ しゅうご）
声 - 小野友樹 / 演 - 梅津大輝（SEASON 2から出演）
天文科2年生。放送部。まじめな性格で、5人の中では1番冷静。斜に構えていて大人しそうに見えるが、意外とノリはよく、梨本や粟田が中心となって起こす騒ぎも、自分が面白ければ煽る。ただし怒った時は錫也並みに怖い。
誕生日：9月3日。乙女座。
橘 守生（たちばな もりお）
声 - 高野康弘 / 演 - 大川慶吾（SEASON 2から出演）
天文科2年生。柔道部と放送部を兼部。熱血な性格で筋トレが趣味。ジャージが好きで、私服は大抵が中学時代のジャージらしい。自称おじいちゃん子。
誕生日：8月17日。獅子座。
白銀 桜士郎（しろがね おうしろう）
声 - 諏訪部順一 / 演 - 鈴木翔音
西洋占星術科3年生。19歳。新聞部部長で、引退後は生徒会の広報活動を担当。「報道は真実をうつすべきもので、ねつ造は許されない」というポリシーを持つ。
三つ編みにした赤い長髪、目元を隠すゴーグルと首から提げたカメラ、そして軽い物言いが特徴で、同じ留年組の一樹や現在のクラスメートである誉と仲がよい。人との距離のとり方がうまく、誰とも一定の距離を保って付き合っているが、体格に似合わず子供っぽいところがあり、翼と本気で競い合うことも。主人公を「マドンナちゃん」と呼ぶ。
卒業後はジャーナリストを目指し、各地を転々としている。
身長：182cm。体重：67kg。血液型：O型。誕生日：10月24日。蠍座。
星月 琥春（ほしづき こはる）
声 - 折笠愛
星月学園理事長。30歳。学生時代の琥太郎を幼い郁とその姉に引き合わせた。勝気・強気な性格で我が道を行くため、度々弟や郁を振り回す。しかし、家族思いな一面もあり弟・琥太郎のことは大切に思っていて、弟が過去に囚われていることを心配し、度々見合い話を持ち掛けるが、その度に断られている。主人公を「お花ちゃん」と呼ぶ。
「学園運営者は裏方に徹するべき」との思いから学園生徒と特に関わらずにいたが、ある事情から11月に理事長職を弟に譲り、星月グループの他企業の社長職などをこなす。理事長時代から学園に顔を出すことは稀なため、学園にやってくる度迷子になっている。
身長：170cm。体重：52kg。血液型：O型。誕生日：4月2日。牡羊座。
和泉 崇嗣（いずみ たかつぐ）
声 - 日野聡
神話科1年生。『After Spring』に登場。ちゃらんぽらんそうな外見にそぐわず、まっすぐな性格をしている。思っていることはすぐ行動に移すため、あまり深くは考えない。自分の感情に従って行動する分、嘘がない。実家はやくざだが、ケンカは苦手な平和主義者。自分に対して優しい兄には頭が上がらない。
学園各所で活躍する主人公に好意を持ち、2学期が始まってすぐに一方的に「恋人になれ」と迫るが、哉太の一撃で吹っ飛ばされる。その後、コンプレックスを克服するため、哉太・錫也・羊に弟子入りすることに。
身長：172cm。体重：58kg。血液型：AB型。誕生日：9月19日。乙女座。
忍成 ハル（おしなり ハル）
声 - 小西克幸
教育実習生。21歳。『After Spring』に登場。手が空いている時は寮母の仕事を手伝っている。ある事情から崇嗣の実家に引き取られて組の一員となり、崇嗣の世話役となった経緯を持つ。教師を目指すため大学へ進学させてくれた崇嗣の父には感謝しており、その息子である崇嗣を常日頃から「坊ちゃん」と呼び、誰に対しても敬語で話しているが、「幼馴染として付き合って欲しい」という崇嗣の言葉を受け、次第に打ち解けていく。なお、本人曰く実習先が星月学園だったのは「偶然」。
普段は温和でドジなところのある青年だが、崇嗣の危機には豹変し、組の上層部の一員たる実力を見せる。
身長：182cm。体重：63Kg。誕生日：4月26日。牡牛座。
空閑 雅人（くが まさと）
声 - 小田久史
神話科1年生。『After Summer』に登場。主人公達が3年生に進級した年の新入生で弓道部員。立ち絵はないが、イベントスチルでは茶色っぽい髪をオールバックにしている。新入部員の中では唯一の弓道経験者。冷静で知的なタイプで鳴海、常陸のツッコミ役。理屈っぽいところはあるものの、まっすぐな情熱を持つ。乙女座。
常陸 渉（ひたち わたる）
声 - 神原大地
西洋占星術科1年生。『After Summer』に登場。主人公達が3年生に進級した年の新入生で弓道部員。空閑、鳴海と同じく立ち絵はないが、イベントスチルでは白っぽい髪。おっとりして不思議な雰囲気を持ち、他の2人に度々「緊張感に欠ける（あるいは「緊張感が台無し」）」などと評される、ややのんびりした喋り方が特徴。
主人公に憧れており、部活中はよく主人公の射形に見惚れている。弓道初心者だが、持ち前のセンスでめきめき上達している。調子の良いところはあるが、ヘタレなタイプ。牡牛座。
鳴海 京佑（なるみ きょうすけ）
声 - 高坂篤志
天文科1年生。『After Summer』に登場。主人公達が3年生に進級した年の新入生で弓道部員。イベントスチルでは赤い髪。弓道経験はなく、常に努力を怠らない。
割と空気を読んだ言動をするが、お調子者なところがあり、度々犬飼や白鳥と共に龍之介の雷を落とされている。常に元気で熱血なタイプで、直獅のような教師になるのが夢。獅子座。
雪城 律（ゆきしろ りつ）
声 - 櫻井孝宏
宇宙科1年生。『After Winter』に登場。主人公が3年生に進級した年の新入生。生徒会に引きずり込まれる。発明が趣味。
誕生日：11月20日。蠍座。

#### メインキャラクターの家族
特に記述がなければファンディスク『After Spring』〜『After Winter』のみの登場。
Raoul Mathias Jean Aimée（ラウル・マティアス・ジャン・エーメ）
声 - 置鮎龍太郎
羊の父でフランス人。40歳。天文学者。肩まである赤毛とアホ毛が特徴。よく羊をからかって遊ぶ。
陽気な性格で、妻を溺愛しており羊の存在を忘れることも。日本の少女漫画が好き。彼が作るタルト・タタンは絶品らしい。
誕生日：2月14日。水瓶座。
土萌 未莉（ともえ いまり）
声 - 藤本教子
羊の母。38歳。天文学者。夫の研究を手伝っている。実は主人公の母の同級生。夫とは未だに熱々。
束縛が嫌いな自由でまっすぐな性格をしており、清楚な外見に似合わず、結構な毒舌家で言いたい事ははっきり言う。
誕生日：12月19日。射手座。
七海 悠哉（ななみ はるか）
声 - 興津和幸
哉太の父。天体写真家。妻とは年の離れた幼馴染だった。哉太と同じ心臓の難病を抱えており、入院した病院でまゆみと再会し、恋に落ちたらしい。幼い哉太と錫也、主人公に星座や星の名前を教えた人物であり、3人が5歳の頃に病没。
生前に1冊だけ写真集を出版している。そのタイトルと最後のページに残されたメッセージには、幼くして父を亡くすことになった哉太への想いが込められていた。牡牛座。
七海 まゆみ（ななみ まゆみ）
声 - 加藤雅美
哉太の母。看護師。37歳。口は悪いが、面倒見はいい姉御肌。亡き夫を今でも大切に想っている。
夫亡き後、女手一つで哉太を育ててきた。よく哉太をしばいているが、主人公や錫也には甘く、2人のことも自分の子供のように思っている。
夫と同じ病気を持つ哉太に、「あんたの身体なんだからあんたが決めなさい」と手術に関する情報を全て打ち明け、恐怖で弱気になった哉太に普段は封じている感情をぶつけ、叱咤した。
誕生日：8月5日。獅子座。
東月 小百合（とうづき さゆり）
声 - 岡本ナミ
錫也の母。専業主婦。40歳。大らかで優しい。母親達の中で唯一の専業主婦であるため、一番長く3人の面倒を見てきた。夫はサラリーマンだが、ゲーム中では登場しない。
錫也曰く「子供にはおいしいものを食べさせておけば育つ」と思っており、3人が帰省すると大量のご馳走でもてなすが、かつては料理が苦手だったらしい。
誕生日：9月4日。乙女座。
金久保 宗庵（かなくぼ そうあん）
声 - 井田国男
誉の父。茶道家。とても穏やかな性格。茶道を教えている時は子供たちにも厳しいが、茶道を離れると娘達には甘い。妻ともども、主人公に会えるのを楽しみにしていた。
誕生日：7月20日。蟹座。
金久保 綾子（かなくぼ あやこ）
声 - 丸山雪野
誉の母。もともとは宗庵の弟子だった。ややのんびりした性格。夫よりも長身で、子供たちの容姿の大半は彼女からの遺伝。
誕生日：10月8日。天秤座。
金久保 環（かなくぼ あまね）
声 - 松岡由貴
誉の双子の姉。可愛い女の子が好きで、弟が連れてきた、自分の好みに合致する主人公と仲良くなろうとするが、時々その方向性が問題になるため釘を刺される。
妹達のことは「しーちゃん」、「かなちゃん」と呼ぶ。
誕生日：5月14日。牡牛座。
金久保 詩（かなくぼ しらべ）
声 - 小桜エツ子
誉の妹、双子の姉の方。ショートボブで、妹と比べるとやんちゃで活発。家族の中で特に誉を慕っており、やや人見知りするため、「兄を取られた」という思いもあって、最初は主人公を敵視していた。しかし、ある一件で打ち解ける。
環を「あーちゃん」、奏を「かなちゃん」と呼ぶが、誉の事は「にぃに」と呼ぶ。
誕生日：2月22日。魚座。
金久保 奏（かなくぼ かなで）
声 - 南央美
誉の妹、双子の妹の方。ロングヘアで、姉の詩と比べると穏やかで口調も丁寧。詩同様、家族の中で誉を特に慕う。また、姉ほどではないがやはり人見知りし、同じ理由で最初は主人公を敵視していた。
環を「環ちゃん」、詩を「詩ちゃん」とちゃんづけで呼ぶが、誉の事は「お兄様」と呼ぶ。
誕生日：2月22日。魚座。
宮地 鷹介（みやじ ようすけ）
声 - 谷山紀章
龍之介の兄。軽い性格をしているので、龍之介は弟への悪影響を気にしている。
龍之介と主人公のデート時など、自分の暇を潰すためにデバガメめいた行動を取ることもあり、龍之介は手を焼いている。
誕生日：6月2日。双子座。
宮地 虎牙（みやじ たいが）
声 - 金田アキ
龍之介の、年の離れた弟。龍之介を尊敬しており、家にいるときは彼の後をついて回る。
龍之介の頼みごとだからと鷹介が龍之介を追おうとするのを止めようとすることが多いが、龍之介の言いつけ以上に母親の言いつけは絶対だと思っているため、鷹介の「母親が頼んでいった」という嘘に騙されることも。
誕生日：8月9日。獅子座。
水嶋 有李（みずしま ゆい）
声 - 皆口裕子（PSP版『in Autumn』、アニメ版、ドラマCD『Film Festival』Vol.2）
郁の双子の姉。明るく優しい性格で、郁の支えだった。郁は彼女の前では比較的素直だったらしい。彼女の存在は、琥太郎が医者を目指すきっかけにもなっている。
5歳の時に難病が発覚、16歳頃から入退院を繰り返し、17歳の時に病没。9歳の時に出会った琥太郎を、弟と同様「琥太にぃ」と呼び、想いを寄せていた。
誕生日：6月9日。双子座。
陽日 直太郎（はるき なおたろう）
声 - 立花慎之介
直獅の弟。専門学校生。デザイナーを目指して勉強中。兄とは違い長身で、周囲からは「直太郎の方が兄に見える」と言われることも。チャラそうな外見とは異なり、面倒見がよく頼れる存在。実は彼女持ち。
誕生日：3月17日。魚座。
陽日 直樹（はるき なおき）
声 - 大橋かおり
直獅と主人公の長男。やんちゃ盛りの7歳で、父親を「直獅」と呼び捨てにする。
誕生日：2月4日。水瓶座。
陽日 直美（はるき なおみ）
声 - 高田初美
直獅と主人公の長女。おっとりした性格の5歳。兄とは逆に礼儀正しい。
誕生日：9月6日。乙女座。
星月 幸之助（ほしづき こうのすけ）
声 - 井上和彦（ドラマCD『Film Festival』Vol.1）
星月グループ総帥にして学園の創立者であり、琥春・琥太郎姉弟の父。子供たちを「ちゃん」づけで呼ぶ。琥春の行動力は確実に彼譲り。郁とも面識がある。
琥春と、新会社社長の座を賭けて「青春映画祭」に出品する映画で対決することになり、学園関係者をその役者として起用するため、台本を持って学園にやってくる。
不知火 宗次郎（しらぬい そうじろう）
声 - 黒田崇矢
一樹の叔父で育ての親。不知火神社の神主。
誕生日：8月6日。獅子座。
高梨 あい（たかなし あい）
声 - 茅野愛衣
宗次郎の妹の娘。ある事情から宗次郎に預けられている。
誕生日：5月9日。牡牛座。
青空 空翔（あおぞら あきと）
声 - 宮田幸季
颯斗の従弟。七夜芸術学校中等部3年生。
誕生日：11月24日。射手座。
青空 隼風（あおぞら はやて）
声 - 岩崎了
颯斗の兄。ピアニスト
誕生日：1月11日。山羊座。
青空 風音（あおぞら かのん）
声 - 笹田依里
颯斗の姉。ピアニスト。
誕生日：3月3日。魚座。
天羽 志乃（あまは しの）
声 - 翠準子
翼の祖母。田舎で1人暮らししている。
誕生日：9月24日。天秤座。
天羽 英空（あまは えいすけ）
声 - 岡哲也（アニメ版）
翼の祖父。元星月学園宇宙科の教師で、科は違うものの一樹にとっては恩師。

#### その他
春名 真琴（はるな まこと）
声 - 斎賀みつき
名前変更可能。『After Spring』から『After Autumn』までの3作に登場。ショートヘアが似合う、サバサバした男の子のようなノリの女性で、主人公の相談に乗るなど頼りがいのある一面も。主人公とは同い年。
3作通して、主人公にとって初めて出来た同性の親友。なお、『After Summer』では、私立陸海学園（りくみがくえん）女子弓道部の部長を務め、時には矢来兄弟と藍に説教する。
誕生日：12月7日。射手座。
矢来 弓弦（やらい ゆづる）
声 - 前野智昭
私立陸海学園2年生。『After Summer』に登場。弓道部部長で、射弦の兄。真琴とは幼馴染らしい。梓の中学時代の師匠の息子で、口は悪いが部員達には優しい。主人公と同い年。真琴、藍とともに主人公と同じ大学へ進学し、弓道部に入部。
誕生日：11月15日。蠍座。
矢来 射弦（やらい いづる）
声 - 浪川大輔
私立陸海学園1年生。『After Summer』に登場。弓道部員で弓弦の弟。中学時代は梓を手本にしていたため梓の射形コピーと言われていた。打倒梓を目標にしている。割と辛らつな物言いをするが、本人は無自覚。
誕生日：6月18日。双子座。
暁 藍（あかつき あい）
声 - 山口勝平
私立陸海学園2年生。『After Summer』に登場。弓道部副部長で、矢来兄弟のお守り役であり、弓道は同門。交流試合のため星月学園にやってきた際、犬飼・白鳥と仲良くなる。
誕生日：7月6日。蟹座。
瀬名 亜門（せな あもん）
声 - 高橋広樹
郁の友人。『After Autumn』に登場。どこにでもいるミーハーな大学生。デリカシーがないため基本的に女性にモテず、そのことで郁を羨ましく思っている。
誕生日：1月3日。山羊座。
陰山 弘樹（かげやま ひろき）
声 - 保村真
直獅と同い年の親友。PSP版『in Autumn』、『After Autumn』に登場。高校時代に直獅と出会い、そっけない直獅にも笑顔で話しかける明るい性格で、友人が多くクラス内でも人気者だった。高校卒業間近に、片想いしていた同級生を事故から庇い、意識不明の状態になる。約6年を経て意識を取り戻し、真実を知った同級生と結ばれ、最終的には同棲を始めた。
高校時代恋愛相談に乗ってくれた直獅にやっと大切な人が出来たと知り、社会復帰後に直獅を通じて主人公と知り合い、お互いが知らない直獅の話に花を咲かせる。
誕生日：12月18日。射手座。

## ラインナップ

### プラネタリウムCD
PCゲームつきドラマCD。12人のキャラクターから季節ごとに3人が中心となって描かれる。CDではキャラとの天体観測、ゲームではキャラとの学園生活を味わえる内容となっている。通常版と初回限定版が同日発売された。
- Starry☆Sky 〜in Spring〜（2009年3月27日）
  - 土萌羊（緑川光）・七海哉太（杉田智和）・東月錫也（小野大輔）
- Starry☆Sky 〜in Summer〜（2009年6月26日）
  - 金久保誉（保志総一朗）・宮地龍之介（神谷浩史）・木ノ瀬梓（福山潤）
- Starry☆Sky 〜in Autumn〜（2009年9月25日）
  - 水嶋郁（遊佐浩二）・陽日直獅（岸尾だいすけ）・星月琥太郎（石田彰）
- Starry☆Sky 〜in Winter〜（2009年12月25日）
  - 天羽翼（鈴村健一）・不知火一樹（中村悠一）・青空颯斗（平川大輔）

#### PSP移植版
プラネタリウムCDのゲーム部分をPSPに移植。OPムービーとEDムービーが変更され、ED曲はいとうかなこの曲に変更された。一方、本編はイベントスチル等が修正され、シナリオやおまけ要素も追加されている。初回限定版・通常版同日発売。
- Starry☆Sky 〜in Spring〜 Portable（2010年6月24日）
  - 土萌羊（緑川光）・七海哉太（杉田智和）・東月錫也（小野大輔）
- Starry☆Sky 〜in Summer〜 Portable（2010年9月30日）
  - 金久保誉（保志総一朗）・宮地龍之介（神谷浩史）・木ノ瀬梓（福山潤）
- Starry☆Sky 〜in Autumn〜 Portable（2010年12月22日）
  - 水嶋郁（遊佐浩二）・陽日直獅（岸尾だいすけ）・星月琥太郎（石田彰）
- Starry☆Sky 〜in Winter〜 Portable（2011年4月28日）
  - 天羽翼（鈴村健一）・不知火一樹（中村悠一）・青空颯斗（平川大輔）

#### iPhone移植版
PSP移植版を移植したアプリ（ただし音声は収録されていない）。iPhone、iPad、iPod touchに対応。追加要素として、PC版の予約特典ドラマCDの台本、ミニゲーム「星座クイズ」を追加。
- Starry☆Sky 〜in Spring〜（2012年5月1日）
  - 土萌羊・七海哉太・東月錫也
- Starry☆Sky 〜in Summer〜（2012年7月29日） 
  - 金久保誉・宮地龍之介・木ノ瀬梓
- Starry☆Sky 〜in Autumn〜（2012年10月2日）
  - 水嶋郁・陽日直獅・星月琥太郎
- Starry☆Sky 〜in Winter〜（2012年12月12日）
  - 天羽翼・不知火一樹・青空颯斗

#### 3DS移植版
公式ブログ「ハチミツDoでしょう?」2012年12月12日更新分において、3DSへの移植版も製作されることが明らかになった。追加要素は作中に登場した星や星座に関する情報を分かりやすく解説する「スター・ナビ」。
- Starry☆Sky 〜in Spring〜 3D（2013年4月25日）
  - 土萌羊（緑川光）・七海哉太（杉田智和）・東月錫也（小野大輔）
- Starry☆Sky 〜in Summer〜 3D（2013年6月27日）
  - 金久保誉（保志総一朗）・宮地龍之介（神谷浩史）・木ノ瀬梓（福山潤）
- Starry☆Sky 〜in Autumn〜 3D（2013年8月29日）
  - 水嶋郁（遊佐浩二）・陽日直獅（岸尾だいすけ）・星月琥太郎（石田彰）
- Starry☆Sky 〜in Winter〜 3D（2013年10月31日）
  - 天羽翼（鈴村健一）・不知火一樹（中村悠一）・青空颯斗（平川大輔）

#### PS Vita移植版
本編とファンディスクのゲーム部分のおまとめ移植版。
- Starry☆Sky～Spring Stories～（2016年11月23日）
  - 土萌羊（緑川光）・七海哉太（杉田智和）・東月錫也（小野大輔）
- Starry☆Sky～Summer Stories～（2017年5月11日）
  - 金久保誉（保志総一朗）・宮地龍之介（神谷浩史）・木ノ瀬梓（福山潤）
- Starry☆Sky～Autumn Stories～（2017年8月24日）
  - 水嶋郁（遊佐浩二）・陽日直獅（岸尾だいすけ）・星月琥太郎（石田彰）
- Starry☆Sky～Winter Stories～（2017年11月30日）
  - 天羽翼（鈴村健一）・不知火一樹（中村悠一）・青空颯斗（平川大輔）・神楽坂四季（宮野真守）

### FAN DISC
ED曲はインスト楽曲だった本編とは異なり、OP曲の作詞作曲者・あるるかんが参加するバンド「Antistar」の楽曲になっている。
ストーリーは、各ゲームでノーマルエンドを迎えた後のシナリオと、それを一定の条件を満たして終了した後に解禁される、各キャラクターと恋人として付き合い始めた頃からを描く「After Story」の2部構成。
当初、移植の予定はなかったが、Honeybee公式ブログ「ハチミツDoでしょう?」2012年5月21日更新分において、ポータブルゲーム機に移植されることが発表された。
- Starry☆Sky 〜After Spring〜（2010年12月10日）
  - 土萌羊（緑川光）・七海哉太（杉田智和）・東月錫也（小野大輔）
- Starry☆Sky 〜After Summer〜（2011年4月1日）
  - 金久保誉（保志総一朗）・宮地龍之介（神谷浩史）・木ノ瀬梓（福山潤）
- Starry☆Sky 〜After Autumn〜（2011年8月5日）
  - 水嶋郁（遊佐浩二）・陽日直獅（岸尾だいすけ）・星月琥太郎（石田彰）
- Starry☆Sky 〜After Winter〜（2012年4月27日）
  - 天羽翼（鈴村健一）・不知火一樹（中村悠一）・青空颯斗（平川大輔）

#### PSP移植版 (FAN DISC)
本編同様にOPムービーが差し替えられている。「ハチミツDoでしょう?」2012年9月14日更新分によると、「描ける物語をすべて描いた」ので追加シナリオはなし。
初回限定版、通常版同日発売を予定。また、本編の通常版とこちらの通常版を同梱した「ツインパック」も同日に発売されることが、「ハチミツDoでしょう?」2012年10月27日更新分で発表された。
- Starry☆Sky 〜After Spring〜 Portable（2012年12月27日）
  - 土萌羊（緑川光）・七海哉太（杉田智和）・東月錫也（小野大輔）
- Starry☆Sky 〜After Summer〜 Portable（2013年3月28日）
  - 金久保誉（保志総一朗）・宮地龍之介（神谷浩史）・木ノ瀬梓（福山潤）
- Starry☆Sky 〜After Autumn〜 Portable（2013年6月27日）
  - 水嶋郁（遊佐浩二）・陽日直獅（岸尾だいすけ）・星月琥太郎（石田彰）
- Starry☆Sky 〜After Winter〜 Portable（2013年9月26日）
  - 天羽翼（鈴村健一）・不知火一樹（中村悠一）・青空颯斗（平川大輔）

#### PS Vita移植版（FAN DISC）
本編とファンディスクのゲーム部分のおまとめ移植版。
詳細は#PS Vita移植版を参照。

### 星座彼氏シリーズ
彼氏となったキャラがデートなどのシチュエーションで語りかけるCD。
1. Starry☆Sky 〜Capricorn〜（2009年1月30日） - 土萌羊
2. Starry☆Sky 〜Aquarius〜（2009年2月27日） - 天羽翼
3. Starry☆Sky 〜Pisces〜（2009年3月27日） - 七海哉太
4. Starry☆Sky 〜Aries〜（2009年4月24日） - 不知火一樹
5. Starry☆Sky 〜Taurus〜（2009年5月29日） - 金久保誉
6. Starry☆Sky 〜Gemini〜（2009年6月26日） - 水嶋郁
7. Starry☆Sky 〜Cancer〜（2009年7月31日） - 東月錫也
8. Starry☆Sky 〜Leo〜（2009年8月28日） - 陽日直獅
9. Starry☆Sky 〜Virgo〜（2009年9月25日） - 青空颯斗
10. Starry☆Sky 〜Libra〜（2009年10月30日） - 星月琥太郎
11. Starry☆Sky 〜Scorpio〜（2009年11月27日） - 宮地龍之介
12. Starry☆Sky 〜Sagittarius〜（2009年12月25日） - 木ノ瀬梓
13. Starry☆Sky 〜Ophiuchus〜（応募者全員サービス） - 神楽坂四季

### 星座旦那シリーズ
結婚相手となったキャラが行事にちなんだテーマで語りかけるCD。2人1組で2ヶ月ごとに発売される。初回生産限定版には2人に挟まれて眠るスペシャルトラックがある。
1. Starry☆Sky 〜Capricorn & Aquarius〜（2010年2月26日） - 土萌羊・天羽翼
2. Starry☆Sky 〜Pisces & Aries〜（2010年4月30日） - 七海哉太・不知火一樹
3. Starry☆Sky 〜Taurus & Gemini〜（2010年6月25日） - 金久保誉・水嶋郁
4. Starry☆Sky 〜Cancer & Leo〜（2010年8月27日） - 東月錫也・陽日直獅
5. Starry☆Sky 〜Virgo & Libra〜（2010年10月29日） - 青空颯斗・星月琥太郎
6. Starry☆Sky 〜Scorpio & Sagittarius〜（2010年12月24日） - 宮地龍之介・木ノ瀬梓
7. Starry☆Sky 〜Ophiuchus〜（応募者全員サービス） - 神楽坂四季

## 関連商品

### CD
- Starry☆Sky 〜in Spring〜 星的温泉浪漫譚（2009年8月28日）
  - 土萌羊・七海哉太・東月錫也
- Starry☆Sky 〜in Summer〜 星的砂浜浪漫譚（2010年3月26日）
  - 金久保誉・宮地龍之介・木ノ瀬梓
- Starry☆Sky 〜in Autumn〜 星的収穫浪漫譚（2010年5月28日）
  - 星月琥太郎・陽日直獅・水嶋郁
- Starry☆Sky 〜in Winter〜 星的大掃除浪漫譚（2010年7月30日）
  - 不知火一樹・青空颯斗・天羽翼
- Starry☆Sky 〜in sweet season〜（2010年9月24日）
  - 土萌羊・七海哉太・東月錫也・青空颯斗・宮地龍之介・神楽坂四季
- Starry☆Sky 〜in bitter season〜（2010年11月26日）
  - 不知火一樹・金久保誉・天羽翼・木ノ瀬梓・星月琥太郎・陽日直獅・水嶋郁
- Starry☆Sky 〜13constellations〜（2011年1月28日）
  - 土萌羊・天羽翼・七海哉太・不知火一樹・金久保誉・水嶋郁・東月錫也・陽日直獅・青空颯斗・星月琥太郎・宮地龍之介・木ノ瀬梓・神楽坂四季
- Starry☆Sky Film Festival Vol.01〜Tears of the Polestar〜（2011年7月29日）
  - 土萌羊・天羽翼・七海哉太・不知火一樹・金久保誉・水嶋郁・東月錫也・陽日直獅・青空颯斗・星月琥太郎・宮地龍之介・木ノ瀬梓・神楽坂四季
- Starry☆Sky Film Festival Vol.02〜The presence of fellow〜（2011年8月26日）
  - 不知火一樹・金久保誉・水嶋郁・青空颯斗・星月琥太郎・宮地龍之介・神楽坂四季
- Starry☆Sky Film Festival Vol.03〜Fragments of the Past〜（2011年9月30日）
  - 土萌羊・天羽翼・七海哉太・東月錫也・陽日直獅・木ノ瀬梓
- Starry☆Sky Film Festival Vol.04〜Zodiac sign〜（2011年10月28日）
  - 土萌羊・天羽翼・七海哉太・不知火一樹・金久保誉・水嶋郁・東月錫也・陽日直獅・青空颯斗・星月琥太郎・宮地龍之介・木ノ瀬梓・神楽坂四季
- Starry☆Sky × 羊でおやすみシリーズ「天の川を見ながらおやすみ」（2010年10月9日）
  - 犬飼隆文・白鳥弥彦・小熊伸也
- Starry☆Sky × 羊でおやすみシリーズ「お月さまの下でおやすみ」（2011年2月25日）
  - 白銀桜士郎・星月琥春・神楽坂四季
- サウンドトラック Starry☆Sky Sound Track 星色音楽集（2009年9月25日）
- サウンドトラック Starry☆Sky Sound Track 月色音楽集（2011年4月22日）
- ゲーム主題歌集 Starry☆Sky 初恋色歌謡集（2011年10月28日）
- ゲーム主題歌集 Starry☆Sky 最愛色歌謡集（2012年11月30日）
- エンディング主題歌集 Starry☆Sky 星降る宵の終曲集（2012年11月30日）

### 書籍
アンソロジー
- Starry☆Sky 〜in Spring〜 コミックアンソロジー（2009年10月24日）（DNAメディアコミックス）
- Starry☆Sky 〜in summer〜 コミックアンソロジー（2009年12月25日）（DNAメディアコミックス）
- Starry☆Sky 〜in Autumn〜 コミックアンソロジー（2010年2月25日）（DNAメディアコミックス）
- Starry☆Sky 〜in Winter〜 コミックアンソロジー（2010年4月24日）（DNAメディアコミックス）
- Starry☆Sky 〜in Spring〜 オール4コマアンソロジー（2010年2月27日）（R45°）
- Starry☆Sky 〜in summer〜 オール4コマアンソロジー（2010年4月30日）（R45°）
- Starry☆Sky 〜in Autumn〜 オール4コマアンソロジー（2010年6月30日）（R45°）
- Starry☆Sky 〜in Winter〜 オール4コマアンソロジー（2010年8月30日）（R45°）
- Starry☆Sky 〜in Spring〜 コミックアンソロジー（2010年4月1日）（B's LOG Comics）
- Starry☆Sky 〜in summer〜 コミックアンソロジー（2010年5月1日）（B's LOG Comics）
- Starry☆Sky 〜in Autumn〜 コミックアンソロジー（2010年7月1日）（B's LOG Comics）
- Starry☆Sky 〜in Winter〜 コミックアンソロジー（2010年7月31日）（B's LOG Comics）
- Starry☆Sky 〜four seasons〜 アンソロジー（2011年4月1日）（B's LOG Comics）
- Starry☆Sky コミックアンソロジー 〜After Season〜VOL.1（2010年7月24日）（DNAメディアコミックス）
- Starry☆Sky コミックアンソロジー 〜After Season〜VOL.2（2010年10月25日）（DNAメディアコミックス）
- Starry☆Sky 〜After Spring〜 アンソロジー（2011年8月1日）（B's-LOG COMICS）
- Starry☆Sky 〜After Summer〜 アンソロジー（2011年9月1日）（B's-LOG COMICS）
- Starry☆Sky 〜After Autumn〜 アンソロジー（2011年12月1日）（B's-LOG COMICS）
- Starry☆Sky 〜After Winter〜 アンソロジー（2012年5月1日）（B's-LOG COMICS）

コミカライズ
- Starry☆Sky 01（2011年4月30日）（B's-LOG COMICS）著：皆川ハル
- Starry☆Sky 02（2011年12月29日）（B's-LOG COMICS）著：皆川ハル
- Starry☆Sky 03（2012年9月1日）（B's-LOG COMICS）著：皆川ハル
- Starry☆Sky 04（2013年9月30日）（B's-LOG COMICS）著：皆川ハル
- Starry☆Sky　〜in Spring〜（2012年7月20日）（アクションコミックス 乙女ハイ!）著：柚谷晴日

その他
- Starry☆Sky SPECIAL FAN BOOK 2010　WINTER（冬コミ限定ブック&CD）（2011年1月26日）（フロンティアワークス）
- Starry☆Sky 公式ガイド コンプリートエディション 〜Spring Stories〜（2011年2月10日）（アスキー・メディアワークス）
- Starry☆Sky 公式ガイド コンプリートエディション 〜Summer Stories〜（2011年5月10日）（アスキー・メディアワークス）
- Starry☆Sky 公式ガイド コンプリートエディション 〜Autumn Stories〜（2011年10月8日）（アスキー・メディアワークス）
- Starry☆Sky 公式ガイド コンプリートエディション 〜Winter Stories〜（2012年7月31日）（アスキー・メディアワークス）
- Starry☆Sky Art Book vol.1（2012年5月25日）（まんだらけ）
- Starry☆Sky Art Book vol.2（2013年4月9日）（1月と7月）
- Starry☆Sky the complete works（2013年11月30日）（アスキー・メディアワークス）
- Starry☆Sky 10th Memorial Artwork（2020年8月28日）（一二三書房）

### その他
iPhone、iPad対応アプリなど。
- 電卓アプリ「StarrySky Calculator」
- 添い寝アプリ「添い寝カレシ」シリーズ
  - 土萌羊
  - 天羽翼
  - 七海哉太
  - 不知火一樹
  - 金久保誉
  - 水嶋郁
  - 東月錫也
  - 陽日直獅
  - 青空颯斗
  - 星月琥太郎
  - 木ノ瀬梓
- 「星座彼氏」収録の缶バッジ型プレーヤー「PLAY BUTTON」
  - Capricorn（2013年9月27日）
  - Aquarius（2013年10月4日）
  - Pisces（2013年10月11日）
  - Aries（2013年10月18日）
  - Taurus（2013年10月25日）
  - Gemini（2013年11月1日）
  - Cancer(2013年11月8日）
  - Leo（2013年11月15日）
  - Virgo（2013年11月22日）
  - Libra（2013年11月29日）
  - Scorpio（2013年12月6日）
  - Sagittarius（2013年12月13日）

## アニメ
2010年12月23日から2011年6月16日までアニメイトTV、モバイルアニメイトにて配信された。
地上波（TOKYO MX、サンテレビ）でも、2011年2月3日から同年7月28日にかけて放送された。

### スタッフ
- 原作・脚本プロット - honeybee[1]
- 監督 - 高本宣弘[1]
- シリーズ構成・脚本 - 中村誠[1]
- キャラクターデザイン - 藤井まき[1]
- 美術監督 - 小木斉之
- 色彩設計 - 松本真司
- 撮影監督 - 近藤慎与
- 編集 - 松村正宏
- 音響監督 - 郷田ほづみ[1]
- 音響制作 - ダックスプロダクション、川添憲五
- 音楽 - 菊谷知樹[1]
- 音楽制作 - フロンティアワークス
- プロデューサー - 野村美加、長岡智、岡村武真
- アニメーションプロデューサー - 浦崎宣光
- アニメーション制作 - スタジオディーン[1]
- 製作 - 星月グループ[1]

### 主題歌
エンディングテーマ「Starry☆Days（インストゥルメンタルVersion）」（第1話 - 第12話）
作曲・編曲 - eba
エンディングテーマ「Starry☆Days（ボーカルVersion）」（第13話 - ）
作詞 - こだまさおり / 作曲・編曲 - eba / 歌 - 土萌羊（緑川光）、天羽翼（鈴村健一）、木ノ瀬梓（福山潤）

### 各話リスト
| 話数   | サブタイトル               | 絵コンテ   | 演出       | 作画監督                  | 総作画監督 | 配信開始日      |
| ------ | -------------------------- | ---------- | ---------- | ------------------------- | ---------- | --------------- |
| 第1話  | 〜Episode Capricorn I〜    | 高本宣弘   | 久保太郎   | 岡崎洋美、中本尚          | 番由紀子   | 2010年 12月23日 |
| 第2話  | 〜Episode Capricorn II〜   | 高本宣弘   | 久保太郎   | 岡崎洋美、中本尚          | 番由紀子   | 12月30日        |
| 第3話  | 〜Episode Aquarius I〜     | 山崎光恵   | 吉田俊司   | 中島美子                  | 番由紀子   | 2011年 1月6日   |
| 第4話  | 〜Episode Aquarius II〜    | 山崎光恵   | 吉田俊司   | 黃美貞                    | 番由紀子   | 1月13日         |
| 第5話  | 〜Episode Pisces I〜       | 三宅雄一郎 | 又野弘道   | 金順淵                    | 番由紀子   | 1月20日         |
| 第6話  | 〜Episode Pisces II〜      | 三宅雄一郎 | 又野弘道   | 清水勝祐                  | 番由紀子   | 1月27日         |
| 第7話  | 〜Episode Aries I〜        | 鵜池一馬   | 高橋秀弥   | 黄英貞                    | 番由紀子   | 2月3日          |
| 第8話  | 〜Episode Aries II〜       | 鵜池一馬   | 高橋秀弥   | 鵜池一馬                  | 番由紀子   | 2月10日         |
| 第9話  | 〜Episode Taurus I〜       | 名村英敏   | 岩井隆央   | 中本尚                    | 番由紀子   | 2月17日         |
| 第10話 | 〜Episode Taurus II〜      | 名村英敏   | 岩井隆央   | 中本尚、池下博樹 坂本龍典 | 番由紀子   | 2月24日         |
| 第11話 | 〜Episode Gemini I〜       | 望月智充   | 吉本毅     | 中島美子                  | 番由紀子   | 3月3日          |
| 第12話 | 〜Episode Gemini II〜      | 望月智充   | 吉本毅     | 清水勝祐                  | 番由紀子   | 3月10日         |
| 第13話 | 〜Episode Cancer I〜       | 岡宗次郎   | 小俣真一   | 岡崎洋美、藤岡真紀        | 番由紀子   | 3月17日         |
| 第14話 | 〜Episode Cancer II〜      | 岡宗次郎   | 小俣真一   | 岡崎洋美、藤岡真紀        | 番由紀子   | 3月24日         |
| 第15話 | 〜Episode Leo I〜          | 三宅雄一郎 | 三宅雄一郎 | 黄美貞                    | 藤岡真紀   | 3月31日         |
| 第16話 | 〜Episode Leo II〜         | 三宅雄一郎 | 三宅雄一郎 | 山本俊了                  | 藤岡真紀   | 4月7日          |
| 第17話 | 〜Episode Virgo I〜        | 関野昌弘   | 関野昌弘   | 関野昌弘                  | 番由紀子   | 4月14日         |
| 第18話 | 〜Episode Virgo II〜       | 関野昌弘   | 関野昌弘   | 関野昌弘、池下博紀        | 番由紀子   | 4月21日         |
| 第19話 | 〜Episode Libra I〜        | 柳沢テツヤ | 又野弘道   | 山田裕子                  | 番由紀子   | 4月28日         |
| 第20話 | 〜Episode Libra II〜       | 柳沢テツヤ | 又野弘道   | 山田裕子                  | 番由紀子   | 5月5日          |
| 第21話 | 〜Episode Scorpio I〜      | 名村英敏   | 市村徹夫   | 池下博紀                  | 番由紀子   | 5月12日         |
| 第22話 | 〜Episode Scorpio II〜     | 浪速勉     | 市村徹夫   | 中本尚                    | 番由紀子   | 5月19日         |
| 第23話 | 〜Episode Sagittarius I〜  | 小坂知     | 吉本毅     | 小坂知                    | 番由紀子   | 5月26日         |
| 第24話 | 〜Episode Sagittarius II〜 | 番由紀子   | 吉本毅     | 中島美子                  | 番由紀子   | 6月2日          |
| 第25話 | 〜Episode Ophiuchus I〜    | 岡宗次郎   | 久保太郎   | 岡崎洋美、前澤弘美        | 番由紀子   | 6月9日          |
| 第26話 | 〜Episode Ophiuchus II〜   | 岡宗次郎   | 久保太郎   | 山本俊了、前澤弘美        | -          | 6月16日         |

### 放送局
| 放送地域 | 放送局                          | 放送期間                       | 放送日時                 | 備考            |
| -------- | ------------------------------- | ------------------------------ | ------------------------ | --------------- |
| 日本全域 | アニメイトTV モバイルアニメイト | 2010年12月23日 - 2011年6月16日 | 木曜 16時00分頃更新      | 最新話2週間無料 |
| 兵庫県   | サンテレビ                      | 2011年2月3日 - 7月28日         | 木曜 26時10分 - 26時25分 |                 |
| 東京都   | TOKYO MX                        | 2011年2月3日 - 7月28日         | 木曜 27時00分 - 27時15分 |                 |
| 日本全域 | ニコニコチャンネル              | 2011年2月3日 - 7月28日         | 木曜 27時30分頃更新      | 最新話1週間無料 |
| 日本全域 | AT-X                            | 2011年10月1日 - 12月24日       | 土曜 8時30分 - 9時00分   | 2話連続放送     |

### DVD
スペシャルエディション・スタンダードエディションの2種類発売。スペシャルエディションには描き下ろしピローケース・特製ブックレット・映像特典・DVD連動特典応募券が入っている。
スペシャルプライスDVD-BOX1は vol.1 〜 vol.6、スペシャルプライスDVD-BOX2は vol.7 〜 vol.13 までを収録。
- Starry☆Sky vol.1 〜Episode Capricorn〜（2011年2月23日）
- Starry☆Sky vol.2 〜Episode Aquarius〜（2011年4月6日）
- Starry☆Sky vol.3 〜Episode Pisces〜（2011年4月27日）
- Starry☆Sky vol.4 〜Episode Aries〜（2011年5月25日）
- Starry☆Sky vol.5 〜Episode Taurus〜（2011年6月22日）
- Starry☆Sky vol.6 〜Episode Gemini〜（2011年7月27日）
- Starry☆Sky vol.7 〜Episode Cancer〜（2011年8月24日）
- Starry☆Sky vol.8 〜Episode Leo〜（2011年9月22日）
- Starry☆Sky vol.9 〜Episode Virgo〜（2011年10月26日）
- Starry☆Sky vol.10 〜Episode Libra〜（2011年11月23日）
- Starry☆Sky vol.11 〜Episode Scorpio〜（2011年12月21日）
- Starry☆Sky vol.12 〜Episode Sagittarius〜（2012年1月25日）
- Starry☆Sky vol.13 〜Episode Ophiuchus〜（2012年2月22日）
- Starry☆Sky スペシャルプライスDVD-BOX1（2012年10月24日）
- Starry☆Sky スペシャルプライスDVD-BOX2（2012年12月19日）

## Webラジオ

### 『星月学園放送部』
- パーソナリティ - 小野友樹（柑子修吾 役）・高野康弘（橘守生 役）
- 配信サイト - Starry☆Sky公式サイト
- 配信期間 - 2010年2月26日 - 2010年12月10日

ボイスコメント
- 第1回 - 緑川光
- 第2回 - 福山潤
- 第4回 - 杉田智和
- 第7回 - 岸尾だいすけ
- 第8回 - 遊佐浩二
- 第9回 - 小野大輔
- 第12回 - 岸尾だいすけ
- 第13回 - 福山潤
- 第14回 - 宮野真守
- 第16回 - 平川大輔
- 第19回 - 寺島拓篤、杉山紀彰、成瀬誠

ゲスト
- 第5回 - 緑川光
- 第11回 - いとうかなこ
- 第19回 - あるるかん

### 『Starry☆Sky 〜星月学園新聞部〜』
- パーソナリティ - 諏訪部順一（白銀桜士郎 役）
- 配信サイト - アニメイトTV
- 配信期間 - 2010年12月22日 - 2012年2月22日（水曜配信）

コーナー
- 星月学園新聞トップ記事
- 忘れられないプレゼント
- 青春★部活動
- 星月学園職員室
- 闇鍋★光鍋

ゲスト
- 第1回 - 緑川光（土萌羊 役）
- 第2回 - 平川大輔（青空颯斗 役）
- 第3回 - 福山潤（木ノ瀬梓 役）
- 第4回 - 遊佐浩二（水嶋郁 役）
- 第5回 - 石田彰（星月琥太郎 役）
- 第6回 - 折笠富美子（夜久月子 役）
- 第7回 - 小野大輔（東月錫也 役）
- 第8回 - 杉田智和（七海哉太 役）
- 第9回 - 岸尾だいすけ（陽日直獅 役）
- 第10回 - 中村悠一（不知火一樹 役）
- 最終回 - 緑川光（土萌羊 役）

## 舞台

### Starry☆Sky on STAGE
2019年7月10日 - 15日にかけて品川プリンスホテル クラブeXにて開催された。原作ゲームの1年後という設定のオリジナルストーリーで、エンディングが公演ごとに変わり春・夏・秋・冬・四季の5バージョンが回替わりで上演され、千秋楽にはシークレットエンドが披露される。千秋楽・シークレットエンドはニコニコ生放送で生中継された。全11公演。
キャスト
#登場人物の節を参照。
スタッフ
- 原作：honeybee「Starry☆Sky」
- 脚本：錦織伊代（アイデアフラッド）
- 演出：松崎史也
- 演出補：落石明憲
- 振付：石岡貢二郎（K-DanceNexus）
- 美術：板上梟
- 音響：遠藤宏志・塚原康裕
- 照明：村山寛和
- 映像：川崎貴司
- 舞台監督：澤麗奈
- 衣裳：木鋪ミヤコ
- 衣裳製作：大屋博美
- ヘアメイク：西村裕司・杉田智子
- 制作：atlas・アルテメイト
- エグゼクティブプロデューサー：竹崎忠（アルテメイト）・大村恵一（アルテメイト）・染谷誓一（ぴあ）
- プロデューサー：石津美奈（アルテメイト）・總崎智章（ムービック）・西田知佳（ぴあ）
- アシスタントプロデューサー：菱沼由衣（ムービック）・麻生かほり（ぴあ）

シークレットエンド以外の各エンディングのメンバー
- Spring END：七海哉太／土萌羊／東月錫也
- Summer END：宮地龍之介／金久保誉／木ノ瀬梓
- Autumn END：水嶋郁／星月琥太郎／陽日直獅
- Winter END：青空颯斗／天羽翼／不知火一樹
- Shiki END：土萌羊／神楽坂四季／宮地龍之介

シークレットエンド以外の各エンディングのダンス曲
- Spring END：「starry☆sky」
- Summer END：「Shoot High」
- Autumn END：「Lies, Truth, and Our Destiny」
- Winter END：「Grayed Out」
- Shiki END：「Song 4 U」

### Starry☆Sky on STAGE SEASON2 星雪譚
「星雪譚」の読み方は「ホシノユキタン」。2020年1月15日 - 26日にかけて紀伊國屋サザンシアター TAKASHIMAYAにて開催。星公演（1月15日 - 21日）は芝居メインで舞台版オリジナルの学園行事に向けたストーリーが上演、雪公演（1月24日 - 26日）は学園行事を中心としたエンターテインメントショー＆イベントなど星月学園の冬の感謝祭（学園祭）が展開。全16公演。
キャスト
#登場人物の節を参照。
スタッフ
- 原作：honeybee「Starry☆Sky」
- 脚本：錦織伊代（アイデアフラッド）
- 総合監修：松崎史也
- 演出：山本タク
- 振付：石岡貢二郎（K-DanceNexus）
- 歌唱指導：KAZCO
- 美術：日下部豊（NOW-OSAKA INC.）
- 音響：遠藤宏志・塚原康裕
- 照明：村山寛和
- 映像：川崎貴司
- 舞台監督：安達徳仁（株式会社 雄大）
- 衣裳：木鋪ミヤコ
- 衣裳製作：大屋博美
- ヘアメイク：西村裕司・杉田智子
- 宣伝美術・宣伝写真：MONSTERS,INC
- 制作：Age Global Networks
- エグゼクティブプロデューサー：加藤英治・大村恵一・染谷誓一
- プロデューサー：石津美奈・總崎智章・西田知佳
- アシスタントプロデューサー：菱沼由衣・麻生かほり

## オンラインサービスとの提携
mixiコレクション
ソーシャルワーキングサービス。アニメ「Starry☆Sky」のデザインのミクコレ（スキンサービス）。
フォレストブログ
ブログサイト。「Starry☆Sky」シリーズ公式ブログテンプレートが公開。
アットゲームズ
オンラインゲームコミュニティサイト。アバターガチャ＠セルフィに登場。
ルーセントハート
オンラインゲームサービス。アニメ「Starry☆Sky」等とのコラボレーションが実施。